# Mihály Jassó
Mihály Jassó (* 21. Mai 1936 in Budafok, Königreich Ungarn) ist ein ehemaliger ungarische Politiker der Ungarischen Sozialistischen Arbeiterpartei MSZMP (Magyar Szocialista Munkáspárt), der unter anderem von 1988 bis 1989 Erster Sekretär der MSZMP-Stadtleitung von Budapest war. Am 12. April 1989 wurde er zum Mitglied des Politbüros des ZK der MSZMP gewählt und gehörte diesem obersten Führungsgremium der Ungarischen Sozialistischen Arbeiterpartei bis zum 24. Juni 1989 an.

## Leben
Jassó verließ mit 14 Jahren die Schule und war danach bis 1954 in verschiedenen Maschinenfabriken in Budafok als Hilfsarbeiter tätig, Nach einem nebenbei erworbenen Schulabschluss absolvierte eine Lehrerausbildung zum Grundschullehrer, die er 1955 abschloss. Danach war er als Grundschullehrer in Csepel tätig. Während dieser Zeit trat er 1959 der Ungarischen Sozialistischen Arbeiterpartei MSZMP (Magyar Szocialista Munkáspárt) als Mitglied bei und wurde Mitarbeiter im Rat des aus den Stadtteilen Csepel-Belváros, Csepel-Kertváros, Csepel-Ófalu, Csepel-Rózsadomb, Csepel-Szabótelep, Csillagtelep, Erdőalja, Erdősor, Gyártelep, Háros, Királyerdő, Királymajor, Szigetcsúcs bestehenden XXI. Budapester Bezirk Csepel.
1976 wechselte er in die Parteizentrale der MSZMP und wurde dort Instrukteur in der ZK-Abteilung für Parteiorganisation und Massenorganisationen, ehe er am 18. Oktober 1983 erst Verwaltungs- und später Organisationssekretär der MSZMP-Stadtleitung von Budapest wurde. Danach war er von 1985 bis 1988 Mitglied der Zentralen Parteikontrollkommission sowie 1987 wieder Mitarbeiter der Parteizentrale.
Am 22. Mai 1988 wurde Jassó Mitglied des Zentralkomitees (ZK) der MSZMP und am 26. Juni 1988 als Nachfolger von Ferenc Havasi Erster Sekretär der MSZMP-Stadtleitung von Budapest. In dieser Funktion leitete er im Januar 1989 eine Delegationsreise nach Ost-Berlin, wo er vom Ersten Sekretär der SED-Bezirksleitung Günter Schabowski empfangen wurde. Im Februar 1989 gedachte er zusammen mit dem Budapester Bürgermeister József Bielek dem 44. Jahrestag der Befreiung Budapests im Zweiten Weltkrieg.
Am 12. April 1989 wurde er zum Mitglied des Politbüro des ZK der MSZMP gewählt und gehörte diesem obersten Führungsgremium der Ungarischen Sozialistischen Arbeiterpartei bis zum 24. Juni 1989 an.
Bei den Wahlen zum vierköpfigen Parteipräsidium der MSZMP – dem Nachfolgeorgan des Politbüros – am 24. Juni 1989 unterlag er den Mitbewerbern Károly Grósz (Generalsekretär der Partei), Ministerpräsident Miklós Németh und den beiden Staatsministern Rezső Nyers und Imre Pozsgay.